# 图兰人种
图兰人种（Turanid race）是過往蒙古人種和高加索人種混合的一個亞種。在人種人類學，图兰人种是欧洲人傳統上用來形容中亚河中与南西伯利亚一带最常見的人種。「图兰」是波斯语對中亚的名稱，而這個名稱源於過往假設存在的乌拉尔-阿尔泰语系，即阿尔泰语系语言和乌拉尔语系语言的結合，也是這些人種最普遍使用的語言，因此這些人也曾被稱為乌拉尔-阿尔泰人种（Ural–Altaic race）。
這些稱謂現在均已過時而不再使用，但亦偶爾見於過往的文獻。
这一人种类型暗示存在着一種处于欧罗巴人种与蒙古人种之间的过渡人种形态。被劃歸图兰人种的民族有哈萨克族与吉尔吉斯族、卡拉卡爾帕克族、哈扎拉族、伏尔加鞑靼人、巴什基尔人、楚瓦什人、部分烏茲別克族、維吾爾族和汉族。古代匈奴、乌孙、阿史那家族（木杆可汗、阿史那思摩）为代表。泛突厥主义称他们的种族为图兰。

## 起源
阿尔泰山脉和天山地区可能为图兰人种的起源地。

## 參看
- 高加索人種
- 伊朗人种
- 里海人种
- 蒙古人種
- 圖蘭主義